# 洛斯马索斯

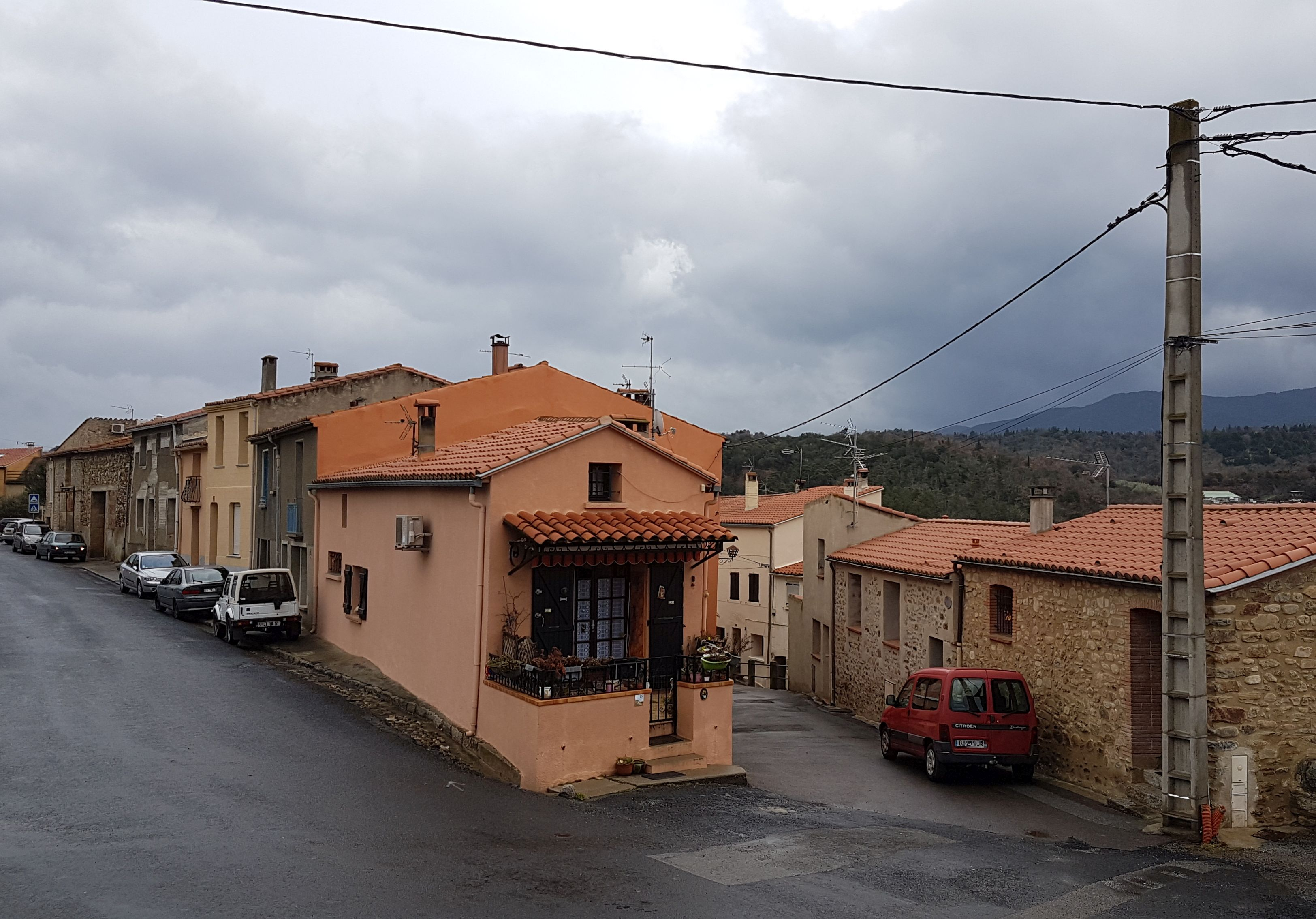
洛斯马索斯

洛斯马索斯（法語：Los Masos，法語：[los mazos] ⓘ）是法国东比利牛斯省的一个市镇，位于该省中部，属于普拉德区。该市镇总面积5.71平方公里，2009年时的人口为744人。

## 人口
洛斯马索斯人口变化图示